# Ricostruzione (linguistica)
La ricostruzione è uno dei procedimenti tipici della linguistica storico-comparativa, mediante il quale si perviene a forme non attestate sulla base di metodi di ricostruzione.

## Metodi
Esistono due possibili metodi di ricostruzione:
- Ricostruzione comparativa: mette in relazione i testimoni di più lingue coeve conosciute (comparazione esterna) per restituire la probabile radice comune.
- Ricostruzione interna: sfrutta le regolarità e le irregolarità di una data lingua (comparazione interna) per proporre ipotesi relative a uno stadio anteriore di uso di una parola.

Le forme ricostruite di un lemma sono espresse mediante simboli che rappresentano le unità che si suppongono essere alla base delle forme poste a confronto: per convenzione sono riportate in corsivo, precedute da un asterisco.
Per brevità queste forme vengono definite «proto-forme» e presentate come fossero parole o suoni di una protolingua, anche se ovviamente non vi è alcuna garanzia sul fatto che tali forme siano realmente esistite.

## Esempi
Quando le lingue di una stessa famiglia, poste a confronto, presentano tutte uno stesso suono in una data posizione di una parola, è ragionevole supporre che tale suono fosse presente anche nelle fasi comuni, nella protolingua. Quando invece i suoni sono diversi (ed è il caso più frequente), la ricostruzione opera di solito cercando di stabilire quale suono giustifichi le forme storicamente attestate con la maggiore economia di cambiamenti intervenuti. Se ad esempio tutte le parole che significano ‘padre’ nelle lingue indoeuropee cominciano per p- tranne le lingue celtiche (che hanno Ø) e quelle germaniche che hanno f-, la ricostruzione tradizionale ipotizza che nella protolingua vi fosse un suono iniziale *p- (le forme ricostruite non attestate sono segnalate con un asterisco), che sarebbe stato conservato nella maggior parte delle lingue, sarebbe caduto nelle lingue celtiche e passato a f in quelle germaniche.
Nei casi più complessi, la ricostruzione è più controversa e può succedere che gli studiosi siano divisi sul suono da ipotizzare e sul simbolo da impiegare per la «ricostruzione». Ad esempio, per un suono che appare come a nella maggior parte delle lingue indoeuropee, come i in sanscrito e come e oppure a od o in greco, vi sono tuttora molte divergenze nella ricostruzione. Un tempo si ricostruiva un unico suono (ə, detto scevà), ma vi era dibattito tra chi riteneva che in origine vi fossero tre scevà differenti, fusi in un unico suono in tutte le lingue tranne il greco, e chi invece pensava che si dovesse ricostruire un solo scevà, i cui esiti in greco si sarebbero diversificati per ignoti motivi. Con la scoperta dell'ittito e l'arrivo della teoria laringalistica, oggi è invece diffusa l'idea che si debbano ricostruire suoni non vocalici ma consonantici (delle laringali), distinti con un esponente numerico: h₁, h₂ e h₃.
Si può ricostruire:
- un suono (ad es. *p indeuropeo)
- una parola o un elemento lessicale (ad es. *ph₂tḗr ‘padre’)
- un morfema (ad es. *-os desinenza di nominativo singolare dei temi in o)
- una lingua (ad es. l'indoeuropeo).

Il dibattito teorico sul senso della ricostruzione è stato particolarmente vivace tra XIX e XX secolo. Agli estremi opposti del dibattito si possono citare da una parte quanti consideravano di compiere realmente la ricostruzione di una lingua esistita (ad es. August Schleicher, che giunse al punto di scrivere una favoletta in indoeuropeo ricostruito), e dall'altra quanti (come Vittore Pisani) sottolineavano l'aspetto meramente strumentale della ricostruzione, a mo' di formule abbreviate che permettono di sintetizzare le corrispondenze fonetiche tra le lingue, ma senza pretese di una storicità delle formule ricostruite.